# Dominik Andreas von Kaunitz
hrabia Dominik Andreas von Kaunitz (ur. 1655, zm. 1705) – austriacki polityk i dyplomata.
W 1687 był wysłannikiem dworu wiedeńskiego (Ablegatus) do Londynu. Wicekanclerz Rzeszy Niemieckiej w latach (1698–1705).
Jego najstarszym synem był hrabia Franz Karl von Kaunitz (1676–1717), duchowny – od 1710 roku biskup Laibach (dziś Lublana), stolicy Słowenii.